# Husby naturreservat

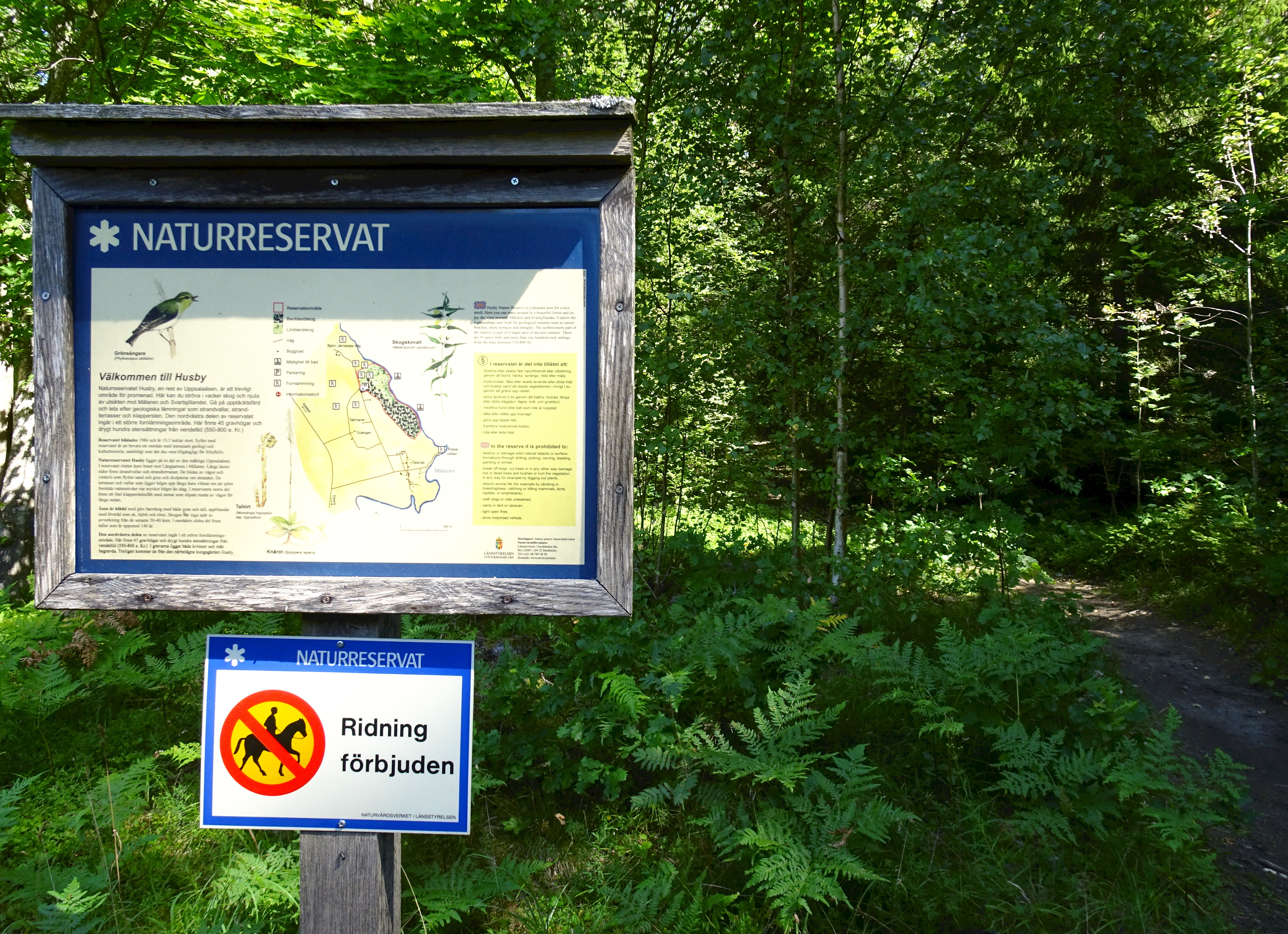
Entrén till reservatet.

Husby naturreservat ligger på Munsön i Ekerö kommun. Naturreservatet omfattar en landareal om 20 hektar och inrättades 1986. Markägare är Naturvårdsverket. Vid norra reservatsgränsen återfinns storhögen Björn Järnsidas hög.

## Beskrivning
Husby naturreservat ligger på östra sidan av Munsön och gränsar till Långtarmen som är en fjärd i Mälaren. Namnet anknyter till Husby gård som finns strax norr om reservatet. Landskapet formades av inlandsisen och är en del av Uppsalaåsen som här har en höjd av cirka 32 meter över Mälaren. Stora delar av Uppsalaåsens avsnitt på Munsön har blivit exploaterade som grustäkt utom i Husbyområdet, som därför anses har högt skyddsvärde och bör bevaras orört.
Marken sluttar kraftigt ner i öster mot Långtarmen. Härifrån har man en storslagen vy över Svartsjölandet. Här finns även en mindre badplats. I övrigt märks enstaka vallar, terrasser och antydningar till mindre klapperstensfält. Ändamålet med reservatet är, enligt kommunen, ”att bevara ett geologiskt skyddsvärt och kulturhistoriskt intressant åsavsnitt av Uppsalaåsen samt att bevara ett värdefullt strövområde för friluftslivet”.

## Bilder

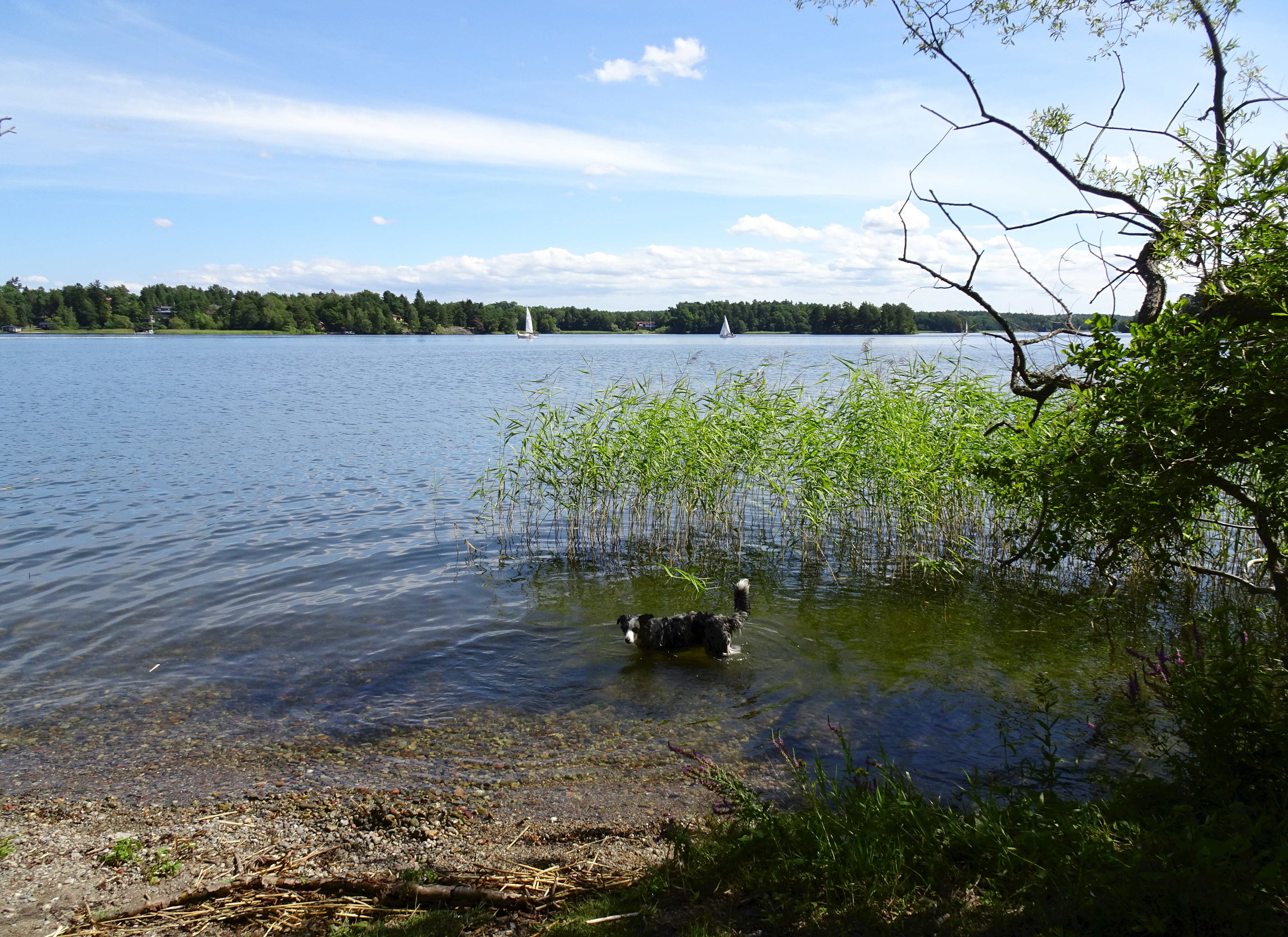
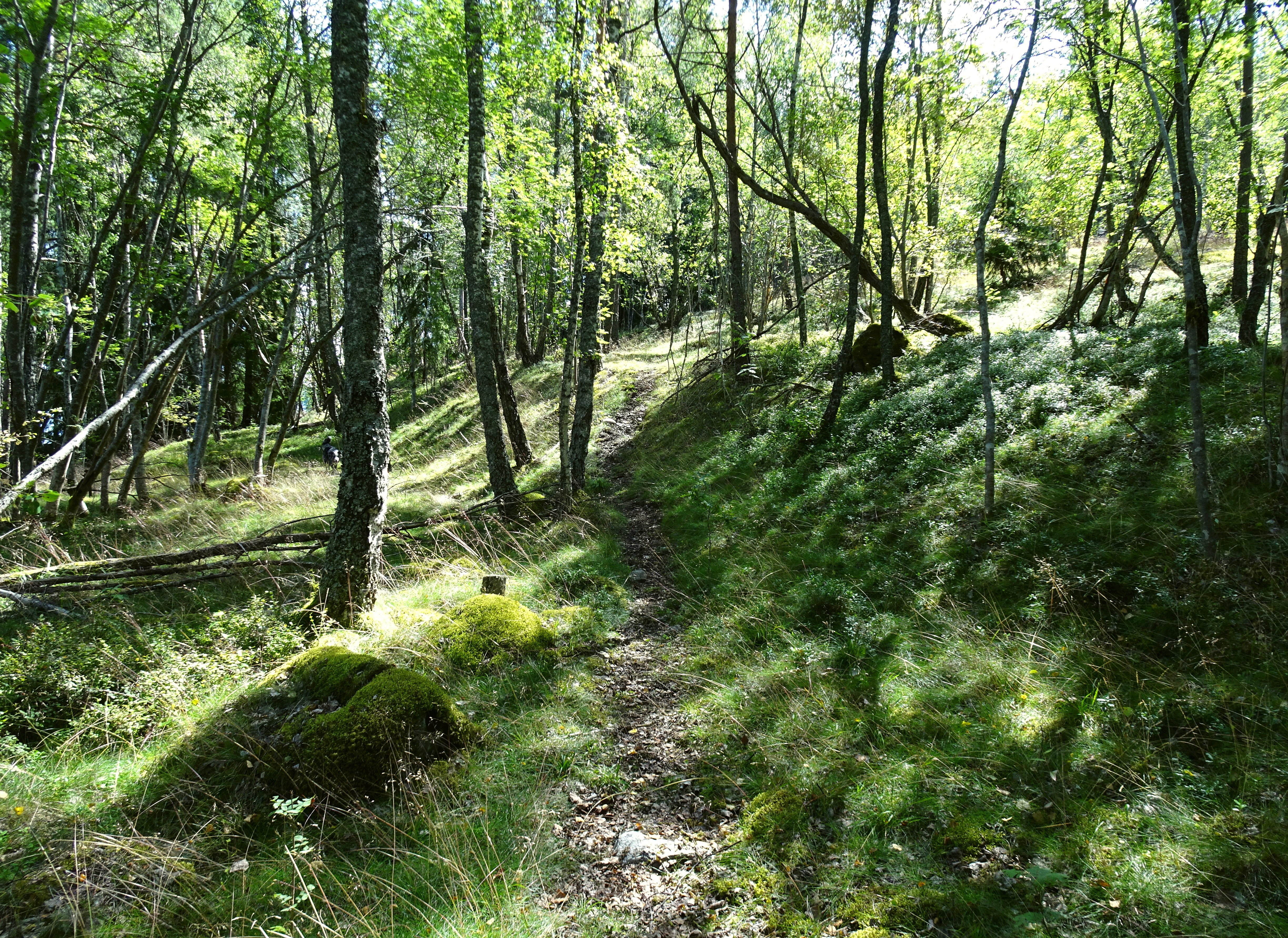
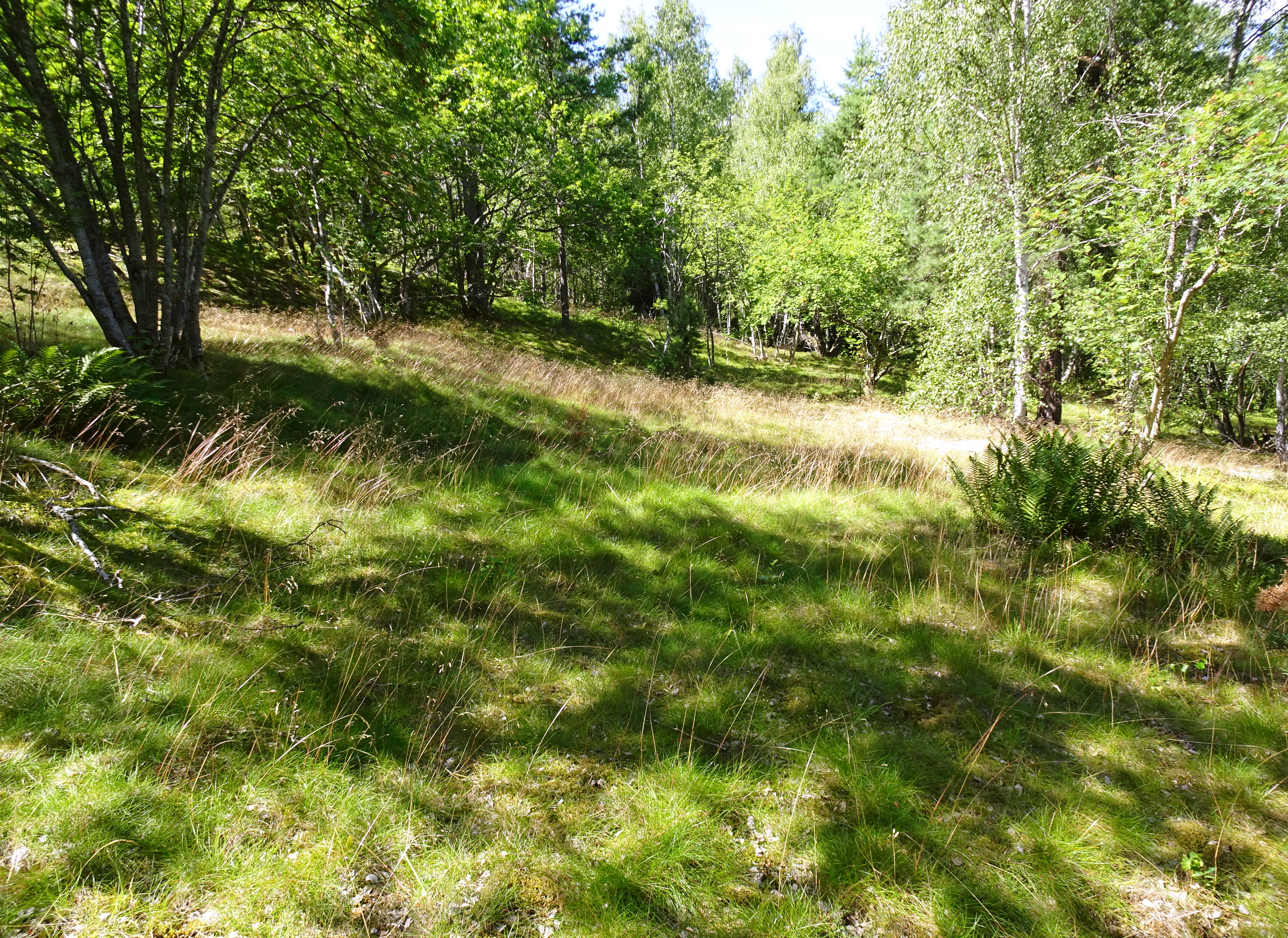